# Szidi Tobias
Szidi Tobias, właśc. Sidónia Tobiášová (ur. 28 maja 1967 w Kráľovským Chlmecu) – słowacka piosenkarka i aktorka narodowości węgierskiej.
Ukończyła studia w Wyższej Szkole Sztuk Scenicznych w Bratysławie. Występuje przede wszystkim w teatrze Astorka Korzo ’90.
Została laureatką nagrody Igric na festiwalu ART FILM w Trenczyńskich Cieplicach za film telewizyjny Dlhá krátka noc. Pracuje także w dubbingu.

## Filmografia
- 1994 – Díky za každé nové ráno (Romka)
- 1994 – Vášnivý bozk (Blanka)
- 2002 – Kruté radosti (Ilona)
- 2003 – Zostane to medzi nami (Lea)
- 2011 – Marhuľový ostrov (Bábika)
- 2015 – Tajné životy (Beáta)

## Dyskografia
- 2001 – Divý mak
- 2003 – Punto Fijo
- 2008 – Pod obojim
- 2010 – Do vetra
- 2011 – Ať se dobré děje
- 2014 – Jolanka
- 2017 – Sedmoláska